# 福田平八郎

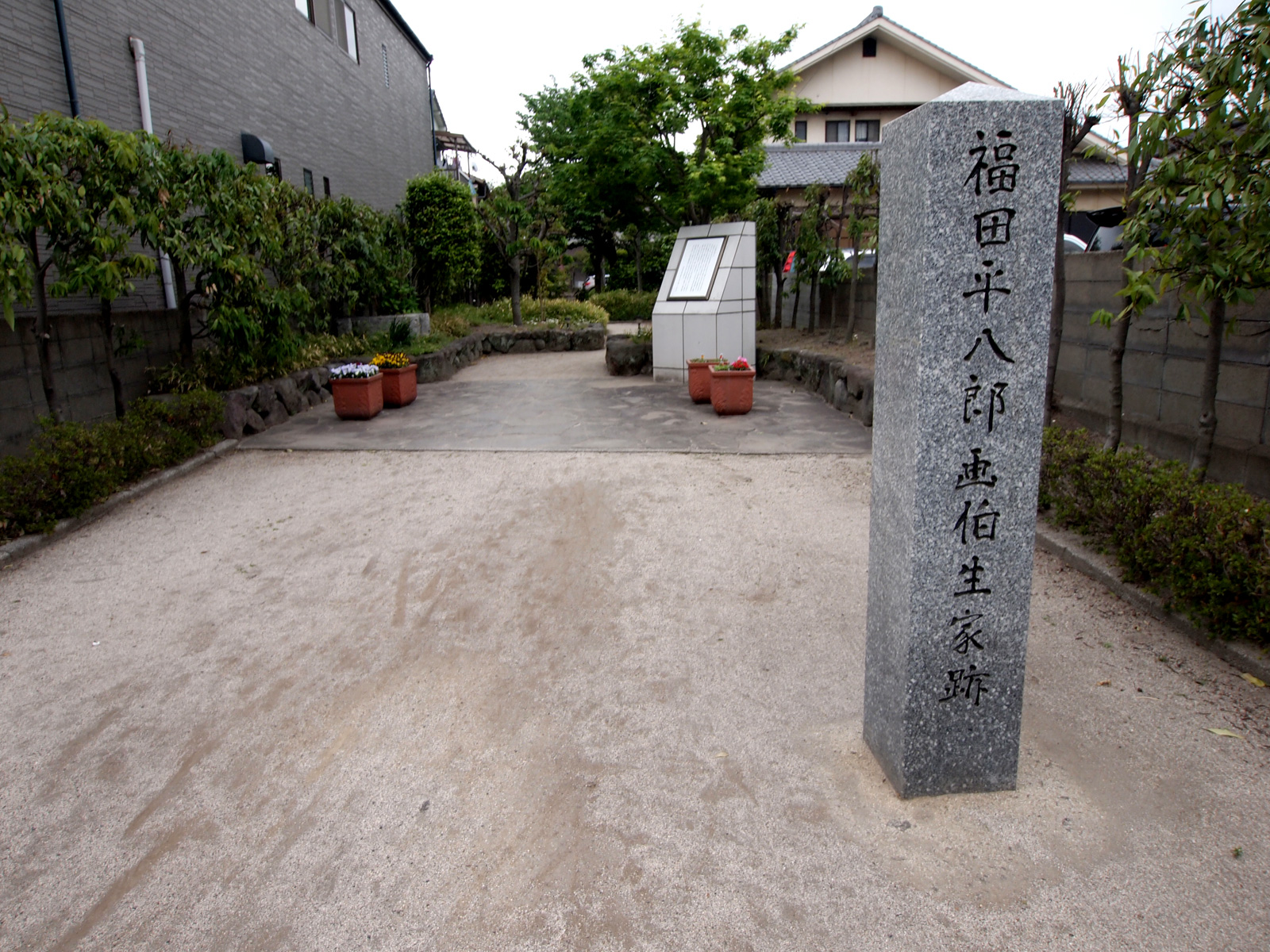
生家跡（大分市王子中町）

福田 平八郎（ふくだ へいはちろう、1892年2月28日 - 1974年3月22日）は、大分県出身の日本画家。
号は素僊（そせん）、九州。印に「馬安」を用いるが、父・母の名前にちなむ。
鋭い観察眼を基にした、対象がもつ雰囲気、美しさを抽出した表現が特徴とされる。生涯「水」の動き、感覚を追究していたとされ、「漣」は池面に映る水面の模様を描写した作品である。

## 略歴
- 1892年（明治25年） - 大分市に文具店を営む父・馬太郎と母・安（アン）の長男として生まれる
- 1898年（明治31年） - 大分県師範学校附属小学校（現・大分大学教育学部附属小学校）に入学
- 1910年（明治43年） - 大分県立大分中学校（現・大分県立大分上野丘高等学校）に進学するが、数学が苦手で「数学のことを考えるだけで世の中が暗くなる気がして」中学校3年の進級に失敗、京都市立絵画専門学校別科に入学する
- 1911年（明治44年） - 隣接する京都市立美術工芸学校（現・京都市立銅駝美術工芸高等学校）に入学
- 1915年（大正4年）
  - 3月 京都市立美術工芸学校卒業。卒業制作は同校の買い上げとなる
  - 4月 京都市立絵画専門学校（現・京都市立芸術大学）に入学
- 1918年（大正7年） - 京都市立絵画専門学校卒業
- 1919年（大正8年） - 第一回帝展に「雪」が入選
- 1921年（大正10年） - 第三回帝展に出品した「鯉」が特選となり、宮内省（現・宮内庁）が買い上げる。
- 1922年（大正11年） - 谷口テイと結婚
- 1924年（大正13年） - 帝展の審査員になり、京都市立絵画専門学校助教授に就任
- 1928年（昭和3年） - 中国旅行
- 1930年（昭和5年） - 中村岳陵、山口蓬春らと六潮会に参加
- 1932年（昭和7年） - 「漣」を発表。
- 1936年（昭和11年） - 京都市立絵画専門学校教授となる。
- 1937年（昭和12年） - この年から始まった新文展の審査員に就任[1]。
- 1947年（昭和22年） - 帝国芸術院（同年末日本芸術院）会員。
- 1948年（昭和23年） - 毎日美術賞受賞。
- 1949年（昭和24年） - 日展運営会理事。
- 1958年（昭和33年） - 日展常務理事。
- 1961年（昭和36年） - 文化勲章受章、文化功労者。
- 1969年（昭和44年） - 日展顧問。
- 1974年（昭和49年） - 逝去、叙従三位。墓所は京都市左京区の法然院で、隣には谷崎潤一郎夫妻が眠っている。

## 主な作品
- 漣（さざなみ）　大阪中之島美術館所蔵（重要文化財）
- 雨　東京国立近代美術館所蔵
- 筍（たけのこ）山種美術館所蔵
- 新雪　大分県立美術館所蔵
- 鸚哥（いんこ）
- 花の習作　京都国立近代美術館所蔵
- 牡丹　山種美術館所蔵

## 画集・伝記
- 福田平八郎  造形芸術研究所出版部 1958
- 平八郎自選展図録 三彩社 1959
- 現代日本美術全集 6 福田平八郎 座右宝刊行会編 集英社 1973
- 日本の名画27 福田平八郎 講談社 1974
- 福田平八郎 日本経済新聞社 1976
- 日本の名画 22 福田平八郎 中央公論社 1976
- 美術特集 福田平八郎 アサヒグラフ別冊 日本編26 朝日新聞社 1981
- 福田平八郎作品と素描 河北倫明、岩崎吉一編 光村図書出版 1982
- 現代の日本画3 福田平八郎 学習研究社 1991
- 現代日本素描全集3 福田平八郎 ぎょうせい 1992
- 福田平八郎 光村推古書院 2001

評伝
- 福田平八郎 人と言葉 国書刊行会 2024 - 田中修二 編著 2巻組

## 主な作品収蔵先
- 東京国立近代美術館
- 京都国立近代美術館
- 京都市美術館
- 山種美術館
- 大分県立芸術会館
- 大分市美術館
- 名都美術館

## 補足事項
- 出身地の大分市には福田にちなんだ「福田平八郎賞図画展(通称「福田賞」「福田展」)」という名称の賞がある。同様のものとして「朝倉文夫賞彫塑展」「高山辰雄賞ジュニア美術展」という賞も存在する。
- 第三回帝展で特選を獲得した「鯉」を展示する時に、この絵が鯉を見おろした角度で描かれていたために壁面に展示すると縦にしても横にしても違和感があるため、床面に置いて展示された。
- 1951年（昭和26年）11月12日、昭和天皇が京都大宮御所に行幸した際に「紅葉について」を進講した[2]。

## 教えを受けた画家
- 甲斐巳八郎 - 1927年、京都市立絵画専門学校本科卒業

## その他

### ドキュメンタリー
- 日曜美術館「時を超え、自由に 日本画家・福田平八郎」（2024年4月14日、NHK Eテレ）[3]